# 함양 송호서원
함양 송호서원(松湖書院)은 대한민국 경상남도 함양군 병곡면 송평리에 있는, 조선 전기 학자 고은 이지활(1434∼?)을 기리기 위해 경상도 유림에서 세운 서원이다.
1994년 7월 4일 경상남도의 문화재자료 제209호 송호서원으로 지정되었다가, 2018년 12월 20일 현재의 명칭으로 변경되었다.

## 개요
조선 전기 학자 고은 이지활(1434∼?)을 기리기 위해 경상도 유림에서 세운 서원이다.
이지활은 단종이 수양대군에게 왕위를 빼앗기고 영월로 유배당하자 벼슬을 버리고 남은 여생을 산속에서 은거하다 세상을 떠난 분이다. 죽은 뒤인 고종 28년(1891) 나라에서 이조판서의 벼슬을 내렸다.
순조 30년(1830)에 세운 이 서원은 흥선대원군의 서원철폐령으로 고종 6년(1869)에 해체되었으나 1947년 다시 복원하였다. 후일 세종대왕의 아들로 이곳 함양에서 돌아가신 이어(李瘀)와 이지활의 손자인 송계 이지번을 추가로 모셔 현재 이곳에는 3분의 위패를 모시고 있다.
경내에는 대표적인 건물로 경앙사, 대문 격인 승사문, 서원이 있다.
경앙사에는 3분의 위패를 모시고 있고, 강당인 서원은 학문을 교육하던 장소로 중앙에 마루를 두고 양쪽에는 온돌방을 배치하였다. 이 외에 제사준비와 제사도구를 보관하는 건물, 서원 관리인이 살고 있는 건물 등이 있다.
교육 기능은 없어지고 현재 해마다 봄, 가을에 제사를 지내고 있다.

## 참고 문헌
- 함양 송호서원 - 국가유산청 국가유산포털